# Georgios Samaras
Georgios Samaras (Grieks: Γιώργος Σαμαράς) (Iraklion, 21 februari 1985) is een Grieks voormalig voetballer die doorgaans centraal in de aanval speelde. Hij verruilde Real Zaragoza in augustus 2017 transfervrij voor Samsunspor, waar hij in oktober 2018 zijn professionele loopbaan beëindigde. Samaras debuteerde in 2006 in het Grieks voetbalelftal.

## Clubcarrière

### sc Heerenveen
Samaras verruilde op zestienjarige leeftijd de jeugdopleiding van OFI Kreta voor die van sc Heerenveen. Hij kwam bij Heerenveen na een tip aan toenmalig assistent-trainer Jan de Jonge van een eigenaar van een Grieks restaurant in Emmen, wiens collega Paschalis Kazantzis Samaras op vakantie in Kreta had zien spelen. Er werd een oefenduel ingelast tussen Heerenveen B2 en het tweede van FC Emmen, waarin Samaras uitblonk en daarna bij Heerenveen terechtkwam. Hij maakte zijn debuut in het eerste elftal op 26 oktober 2002 tegen Excelsior, die met 2-0 gewonnen werd. Zijn eerste doelpunt maakte hij in zijn volgende wedstrijd, op 1 december 2002 tegen FC Groningen dat eindigde in een 1-1 gelijkspel.
De meeste wedstrijden die Samaras voor SC Heerenveen speelde, speelde hij door middel van invalbeurten.
Met het vertrek van Klaas-Jan Huntelaar naar Ajax in de winterstop van 2005/2006 leken de kansen op een basisplaats voor Samaras te groeien. Op dat moment wilde hij zelf sc Heerenveen al verlaten, maar de club wilde hem aan zijn contract houden. Daarop spande de aanvaller een arbitragezaak tegen zijn werkgever aan, die hij verloor. Uiteindelijk ging Heerenveen toch akkoord met een overgang naar Manchester City.

### Manchester City
Samaras debuteerde voor Manchester City als invaller in een wedstrijd tegen Newcastle United. Hij scoorde zijn eerste doelpunt voor de club op 12 februari 2006, een de met 3-2 gewonnen wedstrijd tegen Charlton Athletic. In het seizoen 2006-07 scoorde Samaras zes doelpunten in 42 wedstrijden, waarvan de meeste als invaller. Twee van zijn goals bezorgden Manchester City een 2-1-overwinning op Everton. Hoewel journalisten zijn gebrek aan doelpunten bekritiseerden, hield toenmalig Manchester City-coach Stuart Pearce (die hem zelden liet starten) altijd vol dat Samaras zich zou ontwikkelen tot een geweldige spits. Hij zei: "Georgios is een 21-jarige die voor het eerst van zijn leven in de Premiership speelt. Hij is een jonge man die het spel leert in de moeilijkste competitie om te leren."
Na het vertrek van Pearce, speelde Samaras in de eerste twee maanden van het seizoen 2007/08 onder de nieuwe coach Sven-Göran Eriksson geen enkele wedstrijd. Op 25 september speelde hij zijn eerste wedstrijd van het seizoen voor City in de Carling Cup. Hij scoorde het winnende doelpunt in de 90e minuut. Samaras speelde daarna nog enkele Premier League-wedstrijden en kreeg lof van Erikssons voor zijn werklust, professionalisme en bereidheid om te vechten voor zijn plaats in het elftal. Speculaties over een transfer naar Birmingham City bleven aanhouden. Uiteindelijk vertrok Samaras in 2008 op huurbasis naar Celtic, waarbij de Schotten een optie tot koop hadden bedongen.

### Celtic
Een van de redenen voor Samaras om te verhuizen naar Celtic was om in beeld blijven bij het nationale elftal van Griekenland voor Euro 2008. Hij scoorde tijdens zijn debuut voor Celtic als invaller tijdens een 5-1-overwinning op Kilmarnock. Daarna volgden doelpunten tegen Hibernian, Inverness Caledonian Thistle en Gretna in zijn eerste paar wedstrijden. Hij schroefde zijn doelpuntentotaal verder op door op 19 april 2008 de enige treffer te scoren tegen Aberdeen. Zijn seizoen bij Celtic eindigde Samaras als landskampioen, waarmee hij zijn eerste prijs binnensleepte.

### West Bromwich Albion
In de zomer van 2014 verliet Samaras Celtic en tekende hij een tweejarig contract bij West Bromwich Albion, waar hij terugkeerde in de Premier League.  Hij kwam hier in een half seizoen tijd vijf keer aan spelen toe en werd op 5 februari 2015 tot het einde van het seizoen verhuurd aan Al-Ahli, wat tevens een optie tot koop bedong. Die lichtte de club niet. Samaras en West Bromwich Albion ontbonden in juli 2015 vervolgens in samenspraak zijn contract.

### Verenigde Staten en Spanje
Vanaf de zomer 2015 traint hij mee met New York Cosmos. In maart 2016 tekende hij een contract bij Rayo OKC dat in 2016 debuteert in de NASL. Die club staakte eind 2016 de activiteiten en Samaras ging in februari 2017 voor Real Zaragoza in de Segunda División A spelen.

### Samsunspor
In augustus 2018 verruilde Samaras Real Zaragoza voor Samsunspor.

## Clubstatistieken
| Seizoen | Club                 | Competitie              | Wed. | Goals |
| ------- | -------------------- | ----------------------- | ---- | ----- |
| 2002/03 | SC Heerenveen        | Eredivisie              | 15   | 4     |
| 2003/04 | SC Heerenveen        | Eredivisie              | 27   | 4     |
| 2004/05 | SC Heerenveen        | Eredivisie              | 31   | 11    |
| 2005/06 | SC Heerenveen        | Eredivisie              | 15   | 6     |
| 2005/06 | Manchester City      | Premier League          | 14   | 4     |
| 2006/07 | Manchester City      | Premier League          | 35   | 4     |
| 2007/08 | Manchester City      | Premier League          | 5    | 0     |
| 2007/08 | → Celtic             | Scottish Premier League | 16   | 5     |
| 2008/09 | Celtic FC            | Scottish Premier League | 31   | 15    |
| 2009/10 | Celtic FC            | Scottish Premier League | 32   | 10    |
| 2010/11 | Celtic FC            | Scottish Premier League | 22   | 3     |
| 2011/12 | Celtic FC            | Scottish Premier League | 26   | 4     |
| 2012/13 | Celtic FC            | Scottish Premier League | 25   | 9     |
| 2013/14 | Celtic FC            | Scottish Premier League | 20   | 7     |
| 2014/15 | West Bromwich Albion | Premier League          | 5    | 0     |
| 2014/15 | → Al-Hilal           | Saudi Premier League    | 5    | 0     |
| 2016    | Rayo OKC             | NASL                    | 24   | 2     |
| 2016/17 | Real Zaragoza        | Segunda División A      | 7    | 0     |
| 2017/18 | Samsunspor           | TFF 1. Lig              | 20   | 2     |
| Totaal  | Totaal               | Totaal                  | 375  | 90    |

Bijgewerkt op 2 april 2018

## Interlandcarrière
Samaras was in eerste aanleg speelgerechtigd voor zowel het Grieks als het Australisch voetbalelftal. Zijn vader Giannis werd geboren in Melbourne, maar verhuisde op dertienjarige naar Griekenland en speelde daar voor onder meer Panathinaikos en het nationale elftal. Zijn grootvader (ook Georgios) was een van de oprichters van South Melbourne FC. Toch kwam hij nooit voor Australië, maar voor zijn geboorteland Griekenland uit.
Samaras debuteerde op 28 februari 2006 in het Grieks voetbalelftal, tegen Wit-Rusland. In deze wedstrijd maakte hij het enige doelpunt. Hij speelde diverse kwalificatiewedstrijden voor het Europees kampioenschap voetbal 2008 en maakte ook het eindtoernooi mee, waarin Griekenland in de eerste ronde werd uitgeschakeld. Samaras nam met Griekenland eveneens deel aan het Europees kampioenschap voetbal 2012 in Polen en Oekraïne, waar de ploeg van bondscoach Fernando Santos in de kwartfinales werd uitgeschakeld door Duitsland (4–2). In mei 2014 nam bondscoach Fernando Santos hem op in de selectie voor het wereldkampioenschap voetbal 2014 in Brazilië. Hij speelde alle vier de duels van zijn land op het toernooi, waaronder de verloren achtste finale tegen Costa Rica.

## Erelijst
Celtic FC
- Scottish Premier League

2007/08, 2011/12, 2012/13, 2013/14
- Scottish Cup

2010/11, 2012/13
- Scottish League Cup

2008/09